# Pfarrkirche Natternbach

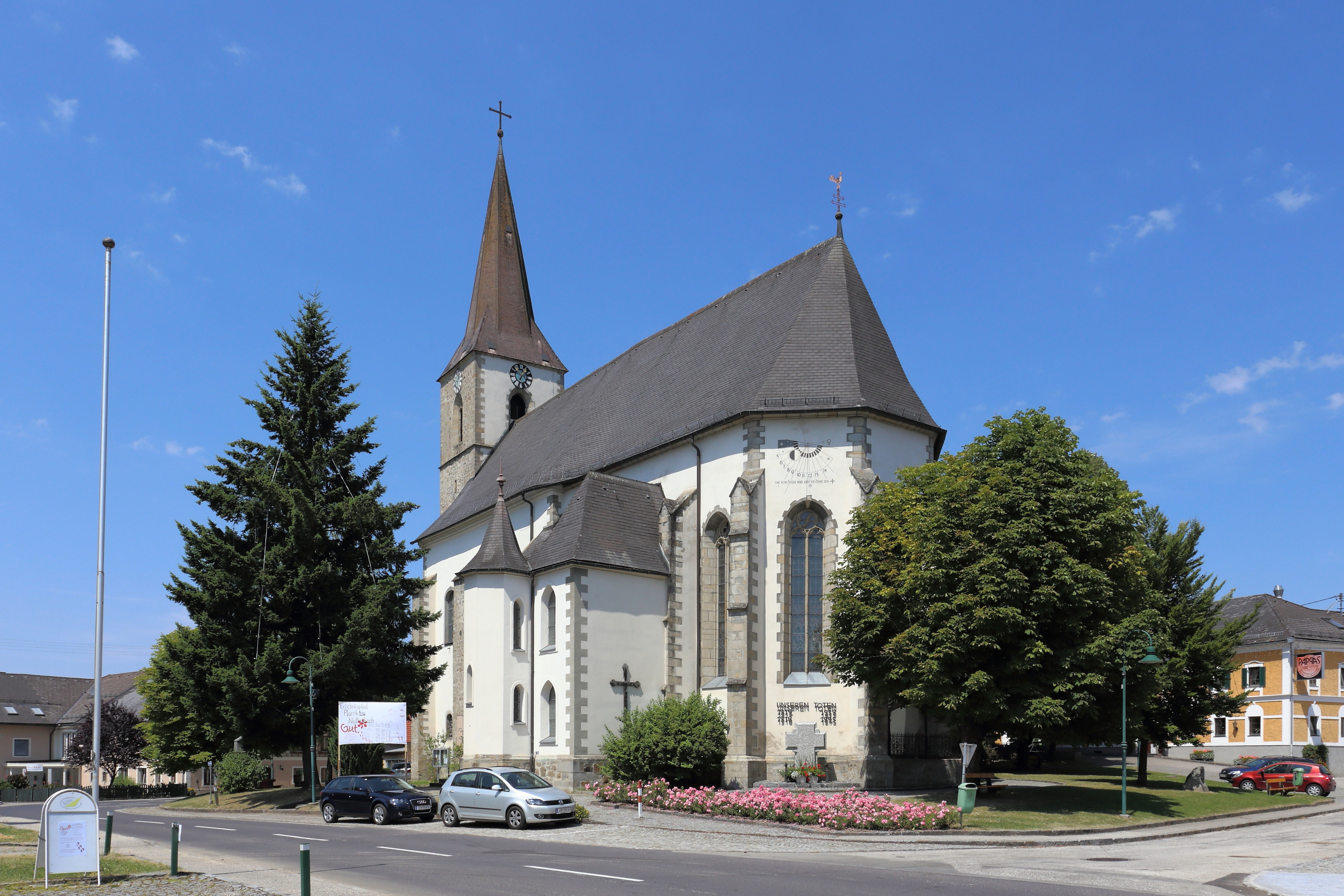
Kath. Pfarrkirche hl. Margareta in Natternbach

Die römisch-katholische Pfarrkirche Natternbach steht im Ort Natternbach in der Marktgemeinde Natternbach im Bezirk Grieskirchen in Oberösterreich. Die auf die heilige Margareta geweihte Kirche gehört zum Dekanat Peuerbach in der Diözese Linz. Die Kirche steht unter Denkmalschutz.

## Geschichte
Eine Kirche wurde 1147 urkundlich genannt. Am spätgotischen Kirchenbau wurde im Ende des 18. Jahrhunderts das Gewölbe des Langhauses barockisiert.

## Architektur
An das einschiffige zweijochige flachhängekuppelgewölbte Langhaus schließt ein dreijochiger netzrippengewölbter Chor mit starken Höhenstreben und gebündelten Wanddiensten mit einem Fünfachtelschluss an. Der Westturm trägt einen Spitzhelm. Der Vorbau ist netzrippengewölbt. Südlich der Sakristei steht ein etwas eingebautes achtseitiges Türmchen. Das Westportal ist mit 1779 bezeichnet, die Tür ist gleichzeitig entstanden.

## Ausstattung
Die Einrichtung ist neugotisch. Der spätgotische Taufstein aus Salzburger Marmor trägt einen Deckel im Stil des Rokoko.
Es gibt einen gotischen Priestergrabstein mit einem halbfiguralen Relief mit 1517.